# Sanguié
Sanguié ist eine Provinz in der Region Centre-Ouest im westafrikanischen Staat Burkina Faso mit 351.085 Einwohnern (2013) auf 5183 km².
Die Provinz besteht aus den Departements Godyr, Didyr, Kordié, Dassa, Kyon, Ténado, Zamo, Réo, Pouni und Zawara. Hauptstadt ist Réo, die Provinz ist Siedlungsgebiet der Lyéla.